# Rankenfrau

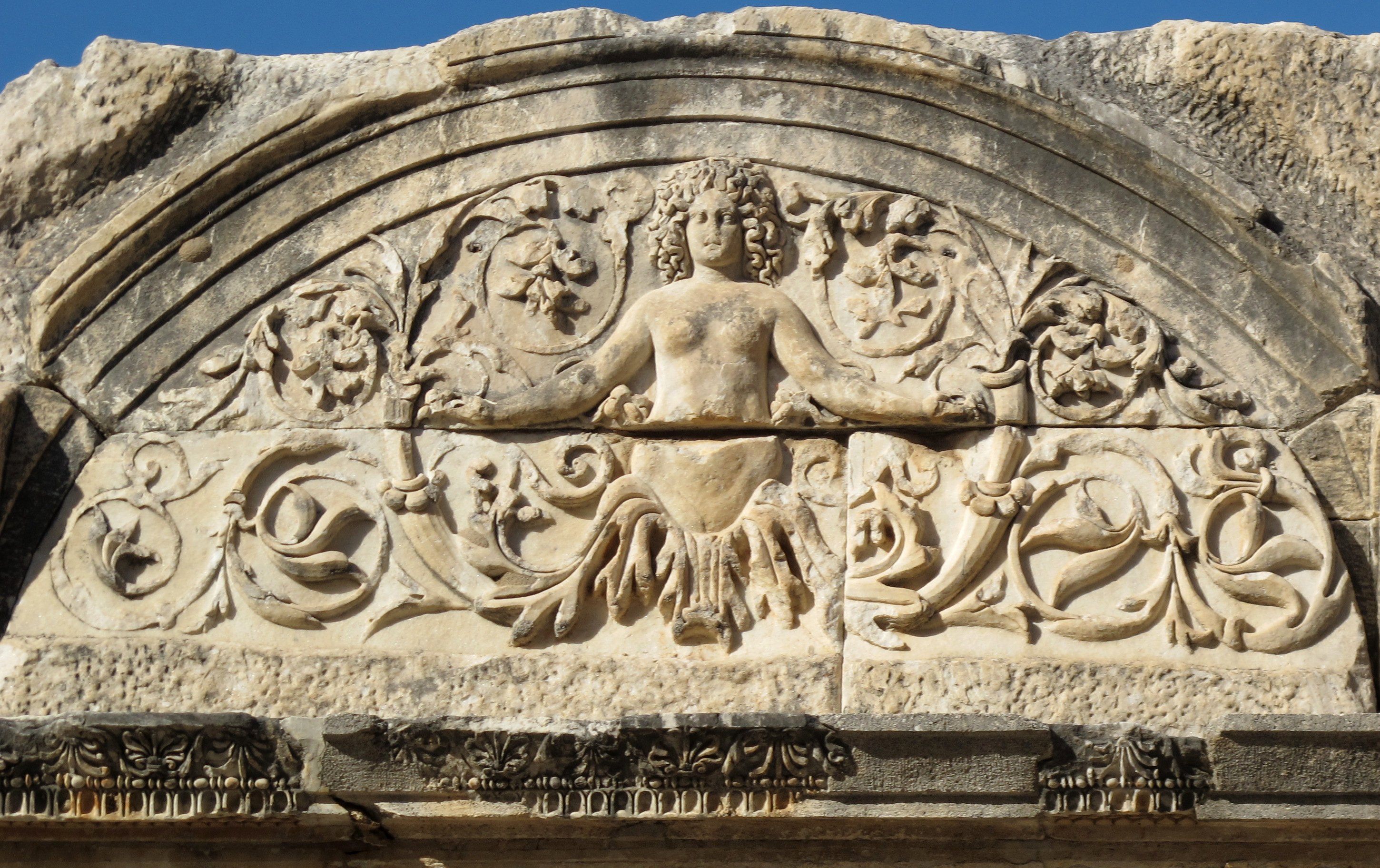
Rankenfrau am Hadrianstempel in Ephesos vermutlich Medusa

Als Rankenfrau (oder Rankengottheit) werden in der Klassischen Archäologie Figuren bezeichnet, deren Oberkörper aus einem Blätter- oder Blütenkelch auftaucht. Ihre Darstellung findet sich an Tempeln und anderen Gebäuden, aber auch an Schmuck- und Gebrauchsgegenständen besonders im kleinasiatischen Raum.

## Beschreibung
Der Unterkörper ist nicht sichtbar; der Oberkörper ist menschlich und erwächst einem Blätter- oder Blütenkelch. In der Regel ist die Gottheit unbekleidet; gelegentlich hat sie Flügel oder trägt auf dem Kopf einen Polos. Nicht selten greift sie mit den Händen in die sie umgebenden Ranken. Üblicherweise handelt es sich um weibliche Figuren, doch ab dem 4. Jahrhundert v. Chr. treten auch männliche Abbildungen auf.
Die Rankenfrau ist zuweilen alleine dargestellt, es kommen aber auch Kombinationen mit Greifen oder anderen Fabeltieren vor; letztere vor allem in Pontos und Skythien.

## Deutung
Für die Darstellung der Rankenfrau gibt es keine Vorbilder, so dass man sie als griechische Schöpfung ansehen kann. „Dass sie in Westkleinasien eine wichtige religiöse Funktion gehabt hat, ist aus ihrem häufigen Vorkommen in der Architekturornamentik von Heiligtümern mit Sicherheit zu erschließen. Der ihr zugrundeliegende Gedanke ist wohl die Epiphanie der Gottheit in einer Pflanze.“

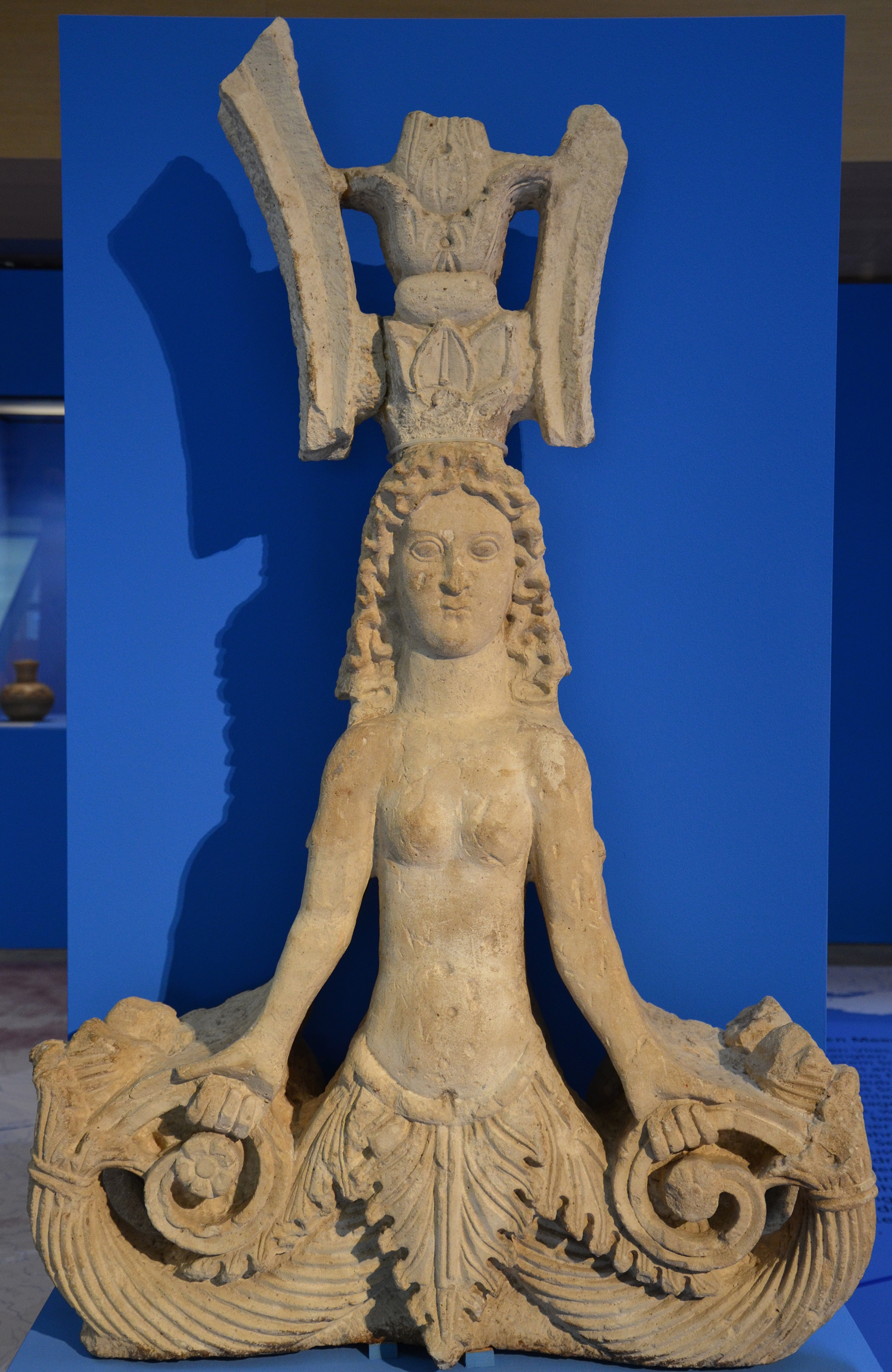
Rankenfrau von Pantikapaion

Bei dieser Gottheit handelt es sich nach vorherrschender Meinung um eine lebenspendende Muttergottheit. In Ephesos wird sie vermutlich mit Artemis selbst identifiziert. So findet man sie auch am Artemistempel im nahe gelegenen Magnesia.
Die erwähnten Darstellungen in Kombination mit Greifen betonen dabei besonders den Charakter als „Herrin der Tiere“. Die männlichen Formen hingegen werden als Abbildungen des Gottes Sabazios gedeutet.